# Gravy Train (Lou Donaldson)
Gravy Train è un album di Lou Donaldson, pubblicato dalla Blue Note Records nel 1961. Il disco fu registrato il 27 aprile del 1961 al Rudy Van Gelder Studio di Englewood Cliffs, New Jersey (Stati Uniti).

## Tracce
Lato A
1. Gravy Train – 8:11 (Lou Donaldson)
2. South of the Border – 5:28 (Jimmy Kennedy, Michael Carr)
3. Polka Dots and Moonbeams – 4:56 (Johnny Burke, Jimmy Van Heusen)
4. Avalon – 4:12 (Al Jolson, Vincent Rose)

Lato B
1. Candy – 9:15 (Alex Kramer, Joan Whitney, Mack David)
2. Twist Time – 6:44 (Lou Donaldson)
3. Glory of Love – 4:00 (Billy Hill)

Edizione CD del 1996, pubblicato dalla Blue Note Records CDP 7243 8 53357 2 3
1. Gravy Train – 8:11 (Lou Donaldson)
2. South of the Border – 5:28 (Jimmy Kennedy, Michael Carr)
3. Polka Dots and Moonbeams – 4:56 (Johnny Burke, Jimmy Van Heusen)
4. Avalon – 4:12 (Al Jolson, Vincent Rose)
5. Candy – 9:15 (Alex Kramer, Joan Whitney, Mack David)
6. Twist Time – 6:44 (Lou Donaldson)
7. Glory of Love – 4:00 (Billy Hill)
8. Gravy Train – 7:28 (Lou Donaldson) – Bonus track, alternate take
9. Glory of Love – 3:48 (Billy Hill) – Bonus track, alternate take

## Musicisti
Lou Donaldson Quintet
- Lou Donaldson - sassofono alto
- Herman Foster - pianoforte
- Ben Tucker - contrabbasso
- Dave Bailey - batteria
- Alec Dorsey - congas (tranne su : A3)